# Philipp Friedrich Böddecker
Philipp Friedrich Böddecker (getauft 5. August 1607 in Hagenau (Elsass); † 8. Oktober 1683 in Stuttgart) war ein deutscher Komponist und Organist. 

## Leben
Philipp Friedrich Böddeckers aus Goslar stammender Vater wurde 1614 an die Stiftskirche nach Stuttgart berufen. Philipp Friedrich Böddecker war wohl Schüler seines Vaters und des Stiftsorganisten Johann Ulrich Steigleder.
1626 wurde Böddecker Organist und Gesangslehrer in Buchsweiler, 1629 Fagottist und Organist am Landgräflichen Hof in Darmstadt. Seine nächste Anstellung führte in den Dienst der Markgräflich-badischen Hofkapelle in Durlach, von wo er 1638 an die Barfüßerkirche nach Frankfurt am Main berufen wurde. 1642 wurde er Organist am Straßburger Münster, 1648 auch Universitätsorganist und Musikdirektor in Straßburg.
1652 trat er die Stelle des Stiftsorganisten in Stuttgart an. Seine Sacra Partitura, gewidmet der Herzogin Sybilla, sollte seine Anstellung als Hofkapellmeister vorbereiten. Diesen Posten erhielt jedoch Samuel Capricornus, mit dem es zu einem jahrelang andauernde Streit kam, in dem sich die beiden Komponisten gegenseitig Fehler in ihren Werken vorwarfen. Außer der Sammlung Sacra Partitura mit geistlichen Werken für Sopran und B. c., einer Violinsonate und einer Fagottsonate ist noch das Melos irenicum, ein 18-stimmiges Werk für eine Feier zum Westfälischen Frieden, erhalten. Aus seiner Stuttgarter Zeit gibt es nur noch eine Gelegenheitskomposition, ein Trauergesang anlässlich des Todes der Tochter eines württembergischen Beamten.
Sein Sohn der Organist und Komponist Philipp Jakob Böddecker (1642–1707) wurde am 25. April 1686 sein Nachfolger als Stiftsorganist in Stuttgart.